# دوشان كانتيكين
دوشان كانتيكين (بالسيريلية الصربية: Душан Чантекин) مواليد 21 يونيو 1990 في بلغراد، جمهورية صربيا الاشتراكية، هو لاعب كرة سلة صربي. بدأ مسيرته الاحترافية في سنة 2008. يلعب مع نادي طرابزون سبور في الدوري التركي لكرة السلة كلاعب وسط. يحمل الرقم 16.

## المسيرة الاحترافية
لعب مع نادي أنادولو إفيس لكرة السلة من سنة 2009 إلى 2012، ثم لعب مع بانفيت لكرة السلة في الدوري التركي من سنة 2012 إلى 2014، ثم لعب مع نادي ميغا لكرة السلة في موسم 2014–2015، ثم لعب مع غلطة سراي لكرة السلة في الدوري التركي في موسم 2015–2016، ثم لعب مع طرابزون سبور لكرة السلة في سنة 2016.

## روابط خارجية
- دوشان كانتيكين على موقع الاتحاد الدولي لكرة السلة (الإنجليزية)
- دوشان كانتيكين على موقع كرة السلة الأوروبية.كوم (الإنجليزية)
- دوشان كانتيكين على موقع ريلجم (الإنجليزية)
- دوشان كانتيكين على موقع بروبوليرز (الإنجليزية)
- دوشان كانتيكين على موقع سبورتس رفرنس (الإنجليزية)